# Pogona
Pogona é um género de lagartos da família Agamidae, muitas vezes conhecidos pelo nome comum de dragões-barbudos. Os membros deste género vivem nas regiões áridas, rochosas e semidesérticas e nos bosques secos e abertos da Austrália. Durante a manhã e a tarde, aquecem-se ao sol em cima de rochas pois necessitam de um fonte de calor já que são animais de sangue frio. As espécies deste género são encontradas por toda a Austrália.
Várias espécies deste género, especialmente o Pogona vitticeps, são frequentemente mantidas como animais de estimação ou exibidas em jardins zoológicos.[carece de fontes?]

## Espécies
- Pogona barbata
- Pogona henrylawsoni
- Pogona microlepidota
- Pogona minima
- Pogona minor
- Pogona mitchelli‎
- Pogona nullarbor
- Pogona vitticep